# Pharrell Williams
Pharrell Williams (n. 5 aprilie 1973) este un cântăreț, textier, rapper, producător muzical, design vestimentar, si antreprenor american. A făcut parte din duoul The Neptunes, unde, alături de Chad Hugo, a produs muzică pop, hip hop și R&B. De asemenea, este vocalistul și toboșarul formației funk-rock N*E*R*D. Albumul de debut, Frontin, a fost lansat în 2003, iar al doilea album, In My Mind, a fost lansat în 2006.

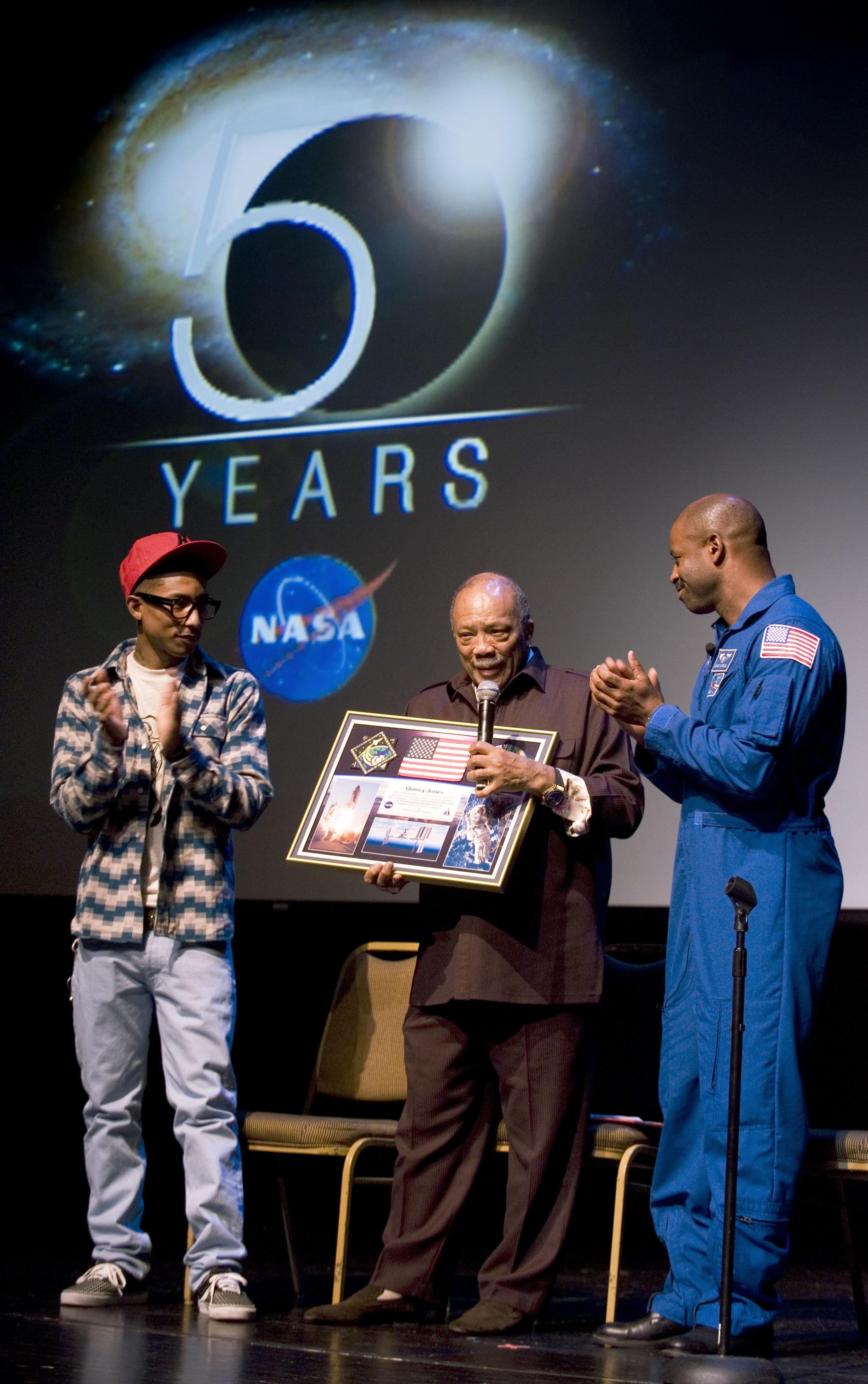
Pharrell Williams

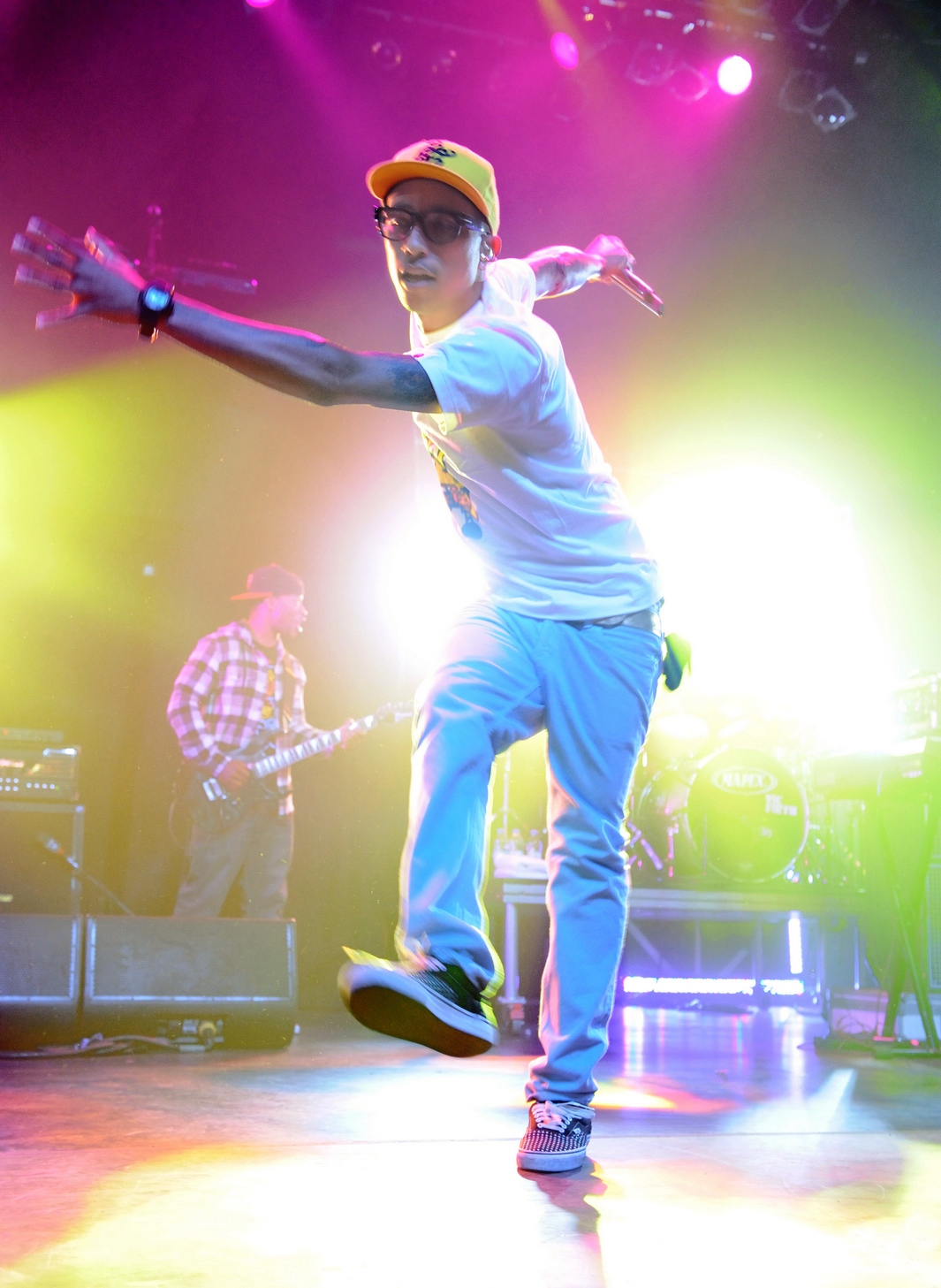
Pharrell Williams

## Premii și nominalizări
Premiile Oscar
| An   | Beneficiar                   | Premiu             | Rezultat     |
| ---- | ---------------------------- | ------------------ | ------------ |
| 2014 | "Happy" from Despicable Me 2 | Best Original Song | În așteptare |

Annie Award
| An   | Beneficiar                              | Premiu                             | Rezultat     |
| ---- | --------------------------------------- | ---------------------------------- | ------------ |
| 2011 | "Despicable Me" (with Heitor Pereira)   | Best Music in a Feature Production | Nominalizare |
| 2014 | "Despicable Me 2" (with Heitor Pereira) | Best Music in a Feature Production | Nominalizare |

BET Hip Hop Awards
| An   | Beneficiar | Premiu               | Rezultat     |
| ---- | ---------- | -------------------- | ------------ |
| 2013 | "Himself"  | Producer of the Year | Nominalizare |

ECHO Awards
| An   | Beneficiar | Premiu                                             | Rezultat     |
| ---- | ---------- | -------------------------------------------------- | ------------ |
| 2007 | In My Mind | International Hip-Hop/R&B Artist/Group of the Year | Nominalizare |

Grammy Awards
| An   | Beneficiar                                     | Premiu                                 | Rezultat     |
| ---- | ---------------------------------------------- | -------------------------------------- | ------------ |
| 2003 | Nellyville (as producer)                       | Album of the Year                      | Nominalizare |
| 2004 | Justified (as producer)                        | Album of the Year                      | Nominalizare |
| 2004 | Justified (as producer)                        | Best Pop Vocal Album                   | Câștigat     |
| 2004 | "Frontin'" (with Jay-Z)                        | Best Rap/Sung Collaboration            | Nominalizare |
| 2004 | "Beautiful" (with Snoop Dogg & Charlie Wilson) | Best Rap/Sung Collaboration            | Nominalizare |
| 2004 | "Beautiful" (with Snoop Dogg & Charlie Wilson) | Best Rap Song                          | Nominalizare |
| 2004 | "Excuse Me Miss" (with Jay-Z)                  | Best Rap Song                          | Nominalizare |
| 2004 | The Neptunes                                   | Producer of the Year                   | Câștigat     |
| 2005 | "Drop It Like It's Hot" (with Snoop Dogg)      | Best Rap Performance by a Duo or Group | Nominalizare |
| 2005 | "Drop It Like It's Hot" (with Snoop Dogg)      | Best Rap Song                          | Nominalizare |
| 2006 | Love. Angel. Music. Baby. (as producer)        | Album of the Year                      | Nominalizare |
| 2006 | The Emancipation of Mimi (as producer)         | Album of the Year                      | Nominalizare |
| 2006 | The Neptunes                                   | Producer of the Year                   | Nominalizare |
| 2006 | "Hollaback Girl" (as producer)                 | Record of the Year                     | Nominalizare |
| 2007 | In My Mind                                     | Best Rap Album                         | Nominalizare |
| 2007 | "Money Maker" (with Ludacris)                  | Best Rap Song                          | Câștigat     |
| 2013 | Channel Orange (as producer)                   | Album of the Year                      | Nominalizare |
| 2014 | Himself                                        | Producer of the Year                   | Câștigat     |
| 2014 | Good Kid, M.A.A.D City (as producer)           | Album of the Year                      | Nominalizare |
| 2014 | Random Access Memories (as featured artist)    | Album of the Year                      | Câștigat     |
| 2014 | "Get Lucky" (with Daft Punk)                   | Record of the Year                     | Câștigat     |
| 2014 | "Get Lucky" (with Daft Punk)                   | Best Pop Duo/Group Performance         | Câștigat     |
| 2014 | "Blurred Lines" (with Robin Thicke & T.I.)     | Best Pop Duo/Group Performance         | Nominalizare |
| 2014 | "Blurred Lines" (with Robin Thicke & T.I.)     | Record of the Year                     | Nominalizare |

MOBO Awards
| An   | Beneficiar | Premiu                  | Rezultat     |
| ---- | ---------- | ----------------------- | ------------ |
| 2007 | "Himself"  | Best International Male | Nominalizare |

MTV Europe Music Awards
| An   | Beneficiar | Premiu    | Rezultat     |
| ---- | ---------- | --------- | ------------ |
| 2006 | "Himself"  | Best Male | Nominalizare |
| 2006 | "Himself"  | Best R&B  | Nominalizare |

MTV Video Music Awards
| An   | Beneficiar                                 | Premiu                  | Rezultat     |
| ---- | ------------------------------------------ | ----------------------- | ------------ |
| 2013 | "Blurred Lines" (with Robin Thicke & T.I.) | Best Collaboration      | Nominalizare |
| 2013 | "Blurred Lines" (with Robin Thicke & T.I.) | Best Male Video         | Nominalizare |
| 2013 | "Blurred Lines" (with Robin Thicke & T.I.) | Best Song of the Summer | Nominalizare |
| 2013 | "Blurred Lines" (with Robin Thicke & T.I.) | Video of the Year       | Nominalizare |